# Patsakon Chaowana
Patsakon Chaowana (thailändisch พัสกร เชาวนะ, * 23. Juli 1997 in Bangkok) ist ein thailändischer Fußballspieler.

## Karriere
Patsakon Chaowana erlernte das Fußballspielen in der Jugendmannschaft von Triam Udom Suksa Pattanakarn Ratchada School in Thailand sowie in der Jugendmannschaft von Leicester City in England. Mitte 2017 unterschrieb er beim thailändischen Club Police Tero FC seinen ersten Profivertrag. Der Club aus Bangkok spielte in der höchsten Liga des Landes, der Thai League. Anfang 2019 wechselte er zum Drittligisten WU Nakhon Si United. Mit dem Club aus Nakhon Si Thammarat spielte er in der dritten Liga, der Thai League 3, in der Upper Region. Nach drei Einsätzen verließ er den Club und schloss sich Anfang 2020 dem Zweitligisten Ayutthaya United FC an, wo er bis zum folgenden Sommer nur ein Spiel absolvierte und der Vertrag wieder aufgelöst wurde. Seitdem ist Chaowana ohne neuen Verein.